# Bonnie Hunt

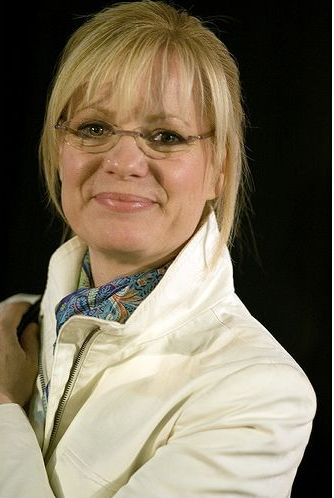
Bonnie Hunt beim Tribeca Film Festival 2006

Bonnie Lynn Hunt (* 22. September 1961 in Chicago, Illinois) ist eine US-amerikanische Schauspielerin, Komikerin, Synchronsprecherin, Drehbuchautorin und Regisseurin.

## Leben und Karriere
Hunt wuchs als strenge Katholikin auf und hat sechs Geschwister. Sie besuchte katholische Schulen und war auf der Notre Dame High School für Mädchen. Zwischenzeitlich arbeitete sie als Krankenpflegerin. 1986 wurde sie Mitglied von The Second City, einer Theatergruppe.
Hunt feierte auch Erfolge als Schauspielerin. Ihr erster größerer Film war Rain Man, darin war sie jedoch nur kurz als Kellnerin zu sehen. Anschließend folgten verschiedene Rollen, u. a. in Ein Hund namens Beethoven, Jumanji, Im Dutzend Billiger, The Green Mile und Jerry Maguire. Hunt ist auch als Synchronsprecherin tätig. Außerdem hatte sie von 1995 an eine eigene TV Show (The Bonnie Hunt Show).
2000 gab sie ihr Debüt als Regisseurin mit Zurück zu dir, unter anderem mit David Duchovny.
2017 wurde sie in die Academy of Motion Picture Arts and Sciences (AMPAS) aufgenommen, die jährlich die Oscars vergibt.

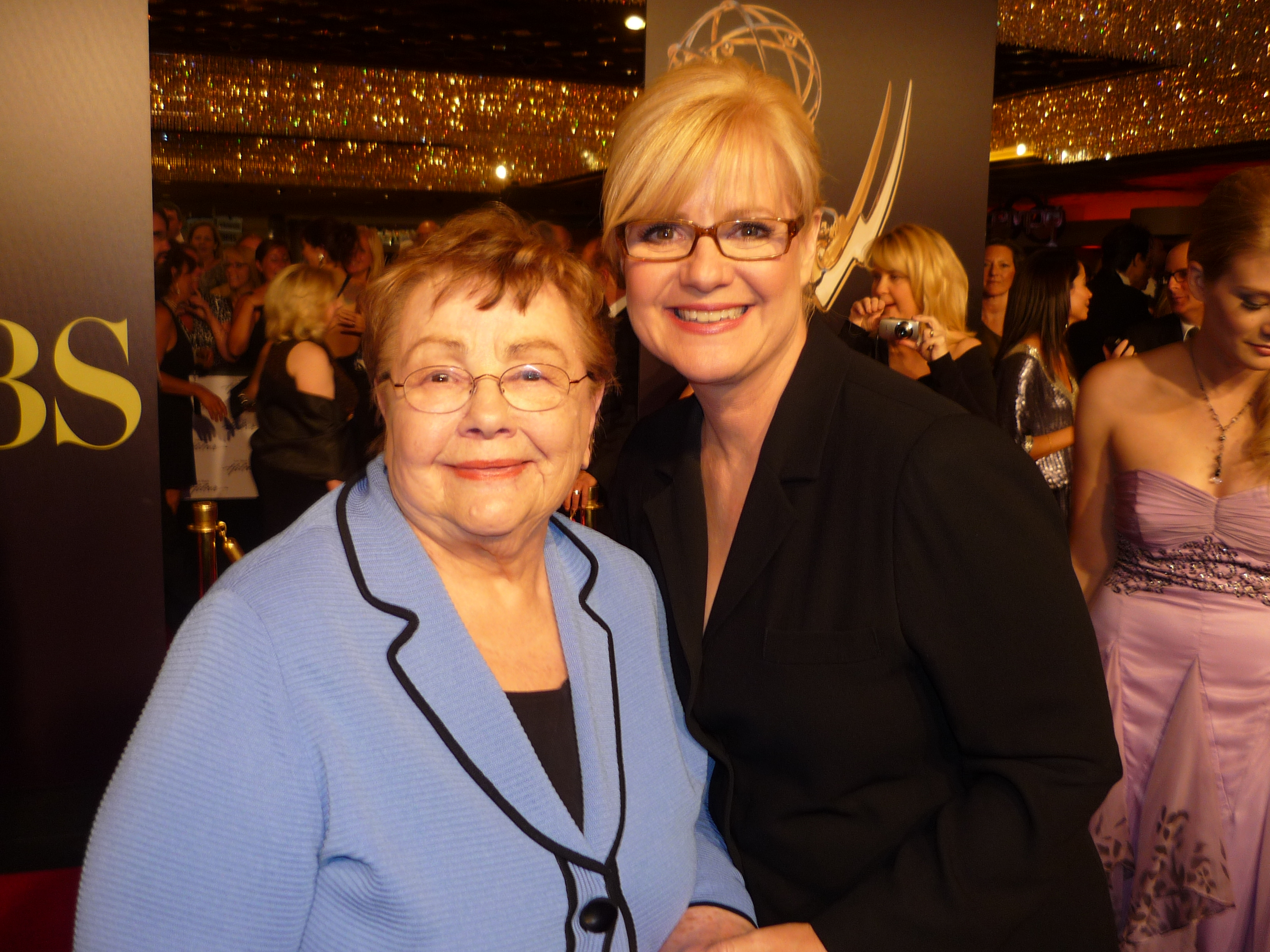
Bonnie und ihre Mutter Alice Hunt

1988 heiratete Hunt den Investmentbanker John Murphy, die Ehe wurde 2005 wieder geschieden.

## Auszeichnungen (Auswahl)
- 1996 wurde Hunt für ihre Rolle in Jumanji mit einem Saturn Award als Beste Nebendarstellerin ausgezeichnet.
- 2003 und 2004 war sie für den Golden Globe für ihre Rolle in Life With Bonnie nominiert.
- 2004 wurde sie für ihre Rolle in der Serie Life With Bonnie für den Emmy nominiert.

## Filmografie (Auswahl)

### Als Schauspielerin
- 1988: Rain Man
- 1990: Grand (Fernsehserie, 26 Episoden)
- 1991–1992: Davis Rules (Fernsehserie, 18 Episoden)
- 1992: Ein Hund namens Beethoven (Beethoven)
- 1993: Dave
- 1993: The Building (Fernsehserie, 5 Episoden)
- 1993: Eine Familie namens Beethoven (Beethoven’s 2nd)
- 1994: Nur für Dich (Only You)
- 1995: Now and Then – Damals und heute (Now and Then)
- 1995: Jumanji
- 1995–1996: The Bonnie Hunt Show (Fernsehserie, 12 Episoden)
- 1996: Schwer verdächtig (Getting Away with Murder)
- 1996: Jerry Maguire – Spiel des Lebens (Jerry Maguire)
- 1998: Zwei Männer, eine Frau und eine Hochzeit (Kissing a Fool)
- 1999: Begegnung des Schicksals (Random Hearts)
- 1999: The Green Mile
- 2000: Zurück zu Dir (Return to Me)
- 2002: Stolen Summer – Der letzte Sommer (Stolen Summer)
- 2002–2004: Alles dreht sich um Bonnie (Life with Bonnie, Fernsehserie, 43 Episoden)
- 2003: Im Dutzend billiger (Cheaper by the Dozen)
- 2005: Loggerheads
- 2005: Im Dutzend billiger 2 – Zwei Väter drehen durch (Cheaper by the Dozen 2)
- 2006: I Want Someone to Eat Cheese With
- 2008–2010: The Bonnie Hunt Show (Talkshow, Moderatorin)
- 2009: Hurricane Season
- 2018: Escape at Dannemora (Miniserie, 2 Episoden)
- 2021: The Ultimate Playlist of Noise
- 2024: Red One – Alarmstufe Weihnachten (Red One)

### Als Synchronsprecherin
- 1999: Das große Krabbeln (A Bug’s Life, Stimme von Rosie)
- 2001: Die Monster AG (Monsters, Inc., Stimme von Ms. Flint)
- 2006: Cars (Stimme von Sally Carrera)
- 2010: Toy Story 3 (Stimme von Dolly)
- 2011: Cars 2 (Stimme von Sally Carrera)
- 2013: Die Monster Uni (Monsters University, Stimme von Karen Graves)
- 2013–2018: Sofia die Erste – Auf einmal Prinzessin (Sofia the First, Fernsehserie, 7 Episoden, Stimme von Tante Tilly)
- 2016: Zoomania (Zootopia, Stimme von Bonnie Hopps)
- 2017: Cars 3: Evolution (Cars 3, Stimme von Sally Carrera)
- 2019: A Toy Story: Alles hört auf kein Kommando (Toy Story 4, Stimme von Dolly)
- 2021–2024: Monster bei der Arbeit (Monsters at Work, Fernsehserie, 9 Episoden, Stimme von Ms. Flint)
- 2022: Zoomania+ (Zootopia+, Stimme von Bonnie Hopps)

### Als Produzentin
- 1993: The Building (Fernsehserie, Executive Producerin)
- 1995–1996: The Bonnie Hunt Show (Fernsehserie)
- 2002–2004: Alles dreht sich um Bonnie (Life with Bonnie, Fernsehserie, Executive Producerin)
- 2008–2010: The Bonnie Hunt Show (Talkshow, Executive Producerin)
- 2022: Amber Brown (Fernsehserie, Executive Producerin)

### Als Drehbuchautorin
- 1993: The Building (Fernsehserie, Schöpferin, Drehbuch von 4 Episoden)
- 1995–1996: The Bonnie Hunt Show (Fernsehserie, Schöpferin, Drehbuch von 6 Episoden)
- 2000: Zurück zu Dir (Return to Me)
- 2002–2004: Alles dreht sich um Bonnie (Life with Bonnie, Fernsehserie, Schöpferin, Drehbuch von 44 Episoden)
- 2008–2010: The Bonnie Hunt Show (Talkshow)
- 2022: Amber Brown (Fernsehserie, Schöpferin, Drehbuch von 10 Episoden)

### Als Regisseurin
- 2000: Zurück zu Dir (Return to Me)
- 2002–2004: Alles dreht sich um Bonnie (Life with Bonnie, Fernsehserie, 41 Episoden)
- 2013: Nennt mich verrückt! (Call Me Crazy: A Five Film, Fernsehfilm)
- 2022: Amber Brown (Fernsehserie, 2 Episoden)